# Bormahān
Bormahān (persiska: برمهان) är en ort i Iran.   Den ligger i provinsen Khorasan, i den nordöstra delen av landet, 600 km öster om huvudstaden Teheran. Bormahān ligger 1 821 meter över havet och antalet invånare är 267.
Terrängen runt Bormahān är bergig.Runt Bormahān är det ganska tätbefolkat, med 56 invånare per kvadratkilometer. Närmaste större samhälle är Mārūsk, 8,1 km sydväst om Bormahān. Omgivningarna runt Bormahān är i huvudsak ett öppet busklandskap.